# Xanthopimpla dumazeri
Xanthopimpla dumazeri är en stekelart som beskrevs av André Seyrig 1932. Xanthopimpla dumazeri ingår i släktet Xanthopimpla och familjen brokparasitsteklar. Inga underarter finns listade i Catalogue of Life.